# ديك أدفوكات
نص سفلي

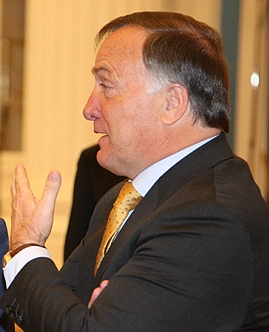
ديك أدفوكات

ديك أدفوكات (بالهولندية:Dick Advocaat)، من مواليد 27 سبتمبر 1947 في لاهاي بهولندا، هو مدرب كرة قدم ولاعب سابق هولندي، وقد درب سابقا العديد من الفرق ومنتخبات كرة القدم مثل هولندا وروسيا وصربيا والإمارات وكوريا الجنوبية وآخرها كان العراق. وهو حاليًا مدرب فريق أدو دين هاغ.
كان أدفوكات لاعب خط وسط مكافح، ولعب لعدة أندية مثل أدو دن هاغ، فيلنو، رودا، سبارتا روتردام، أوتريخت، ذا نيثرلاند وشيكاغو ستينغ في أمريكا.
بعدها توجه إلى التدريب، وفي هارلم نادي أس في في، قبل أن يصبح مساعدا للمدرب الأسطورة رينوس ميتشيلز في منتخب هولندا لكرة القدم، وفي كأس العالم لكرة القدم 1994 قاد الفريق إلى الدور الربع نهائي، وبعدها درب نادي بي أس في آيندهوفن وفاز معهم في كأس هولندا في عام 1996 والدوري الهولندي في عام 1997، وفي عام 1998 عين مدربا لنادي ريجنرز الأسكتلندي بعد إقالة ديفيد موراي، وفي سوق انتقالات اللاعبين، قام أدفوكات بشراء العديد من اللاعبين الهولنديين مثل جيوفاني فان برونكهورست ورونالد ديبور وفيرناندو ريكسن، وفاز في لقب الدوري الأسكتلندي في أول سنه له مع الفريق، وفي السنة التي تلتها فاز بلقب الدوري، وقاد الفريق إلى الوصول إلى دوري أبطال أوروبا بعد أن تغلب في التصفيات على نادي بارما الإيطالي.
وبعد أن عين نادي سيلتك مارتن أونيل مدربا له، تشكل ضغط كبير على أدفوكات، وفاز نادي سيلتك بلقب الدوري في موسم 2000/2001، وبعدها أقال النادي المدرب ديك أدفوكات، ودرب منتخب هولندا لكرة القدم بعد فشل لويس فان غال في قيادة المنتخب للتأهل إلى كأس العالم لكرة القدم 2002، وقادهم إلى التأهل إلى كأس الأمم الأوروبية لكرة القدم 2004، ولكن بعد خسارتهم من منتخب البرتغال لكرة القدم في الدور نصف النهائي تمت إقالته من تدريب المنتخب، وتم تعيين مدربا لنادي بروسيا مونشنغلادباخ، ولكنه في أبريل 2005 قدم استقالته من الفريق.
و في يوليو 2005 أصبح مدربا لمنتخب الإمارات لكرة القدم، ولكنه استقال في سبتمبر 2005 لكي يدرب منتخب كوريا الجنوبية لكرة القدم، وفي كأس العالم لكرة القدم 2006 خرج منتخب كوريا الجنوبية لكرة القدم من الدور الأول، فتمت إقالته، ويدرب حاليا نادي زينيت سانت بطرسبرغ الروسي وحقق معه ثلاثية تاريخية بالفوز بالدوري الروسي وكأس السوبر وأخيرا بطولة كأس الاتحاد الأوروبي وتمت إقالته في العاشر من أغسطس من عام 2009 بعد سلسله من النتائج المخيبه للفريق في الدوري وبعد الاتفاق بين المدرب والاتحاد البلجيكي لتدريب المنتخب البلجيكي بعد انتهاء الدوري الروسي مما أثر على مسيرة الفريق في الدوري الروسي.

## روابط خارجية
- ديك أدفوكات على موقع قاعدة بيانات كرة القدم.إي يو (الإنجليزية)
- ديك أدفوكات على موقع ناشيونال فوتبول تيمز (الإنجليزية)
- ديك أدفوكات على موقع Soccerbase.com (لاعب) (الإنجليزية)
- ديك أدفوكات على موقع Soccerbase.com (مدرب) (الإنجليزية)
- ديك أدفوكات على موقع عالم كرة القدم.نت (الإنجليزية)
- ديك أدفوكات على موقع كووورة